# Fallout
Pour les articles homonymes, voir Fallout (homonymie)
| 1997 | Fallout                       |
| 1998 | Fallout 2                     |
| 1999 |                               |
| 2000 |                               |
| 2001 | Fallout Tactics               |
| 2002 |                               |
| 2003 |                               |
| 2004 | Fallout: Brotherhood of Steel |
| 2005 |                               |
| 2006 |                               |
| 2007 |                               |
| 2008 | Fallout 3                     |
| 2009 |                               |
| 2010 | Fallout: New Vegas            |
| 2011 |                               |
| 2012 |                               |
| 2013 |                               |
| 2014 |                               |
| 2015 | Fallout Shelter               |
| 2015 | Fallout 4                     |
| 2016 |                               |
| 2017 |                               |
| 2018 | Fallout 76                    |

Fallout est une série de jeux vidéo de rôle (RPG et action-RPG) initiée en 1997 sur PC et développée par Black Isle Studios. La licence est ensuite reprise par le studio Bethesda Softworks.
Bien que le cadre fictif de la série des jeux vidéo Fallout soit une uchronie se déroulant aux XXIIe et XXIIIe siècles, son univers rétrofuturiste de type atompunk et ses graphismes sont influencés par le monde socio-culturel d'après-guerre des États-Unis des années 1950, ainsi que par le thème de la guerre froide.
Le monde de Fallout est ancré dans la promesse du progrès technologique, mais aussi de la crainte de l'anéantissement nucléaire, sur fond de paranoïa antisoviétique aux États-Unis contre l'URSS, voire d'un conflit face à la Chine communiste.
Considérée comme la suite spirituelle du jeu Wasteland, cette série se déroule dans des États-Unis post-apocalyptiques, le monde de cet univers de fiction ayant été ravagé par une guerre nucléaire globale, conduisant à de nombreux changements, notamment l'apparition de créatures mutantes.
L'histoire de fond, les habitants, les lieux et les personnages établissent de nombreux parallèles entre les différents jeux de la série Fallout, aboutissant à une continuité historique de l'univers ainsi décrit.

## Origine de la série
Les idées concernant la série Fallout commencent avec le jeu Wasteland (1988) du développeur Interplay Productions. À cette époque, Interplay n'est pas un éditeur et utilise Electronic Arts pour la distribution de son jeu. Selon le fondateur d'Interplay, Brian Fargo, ils voulait explorer un environnement post-apocalyptique et ont créé Wasteland pour cela.
Quelque temps après la sortie de Wasteland, Interplay décide de changer d'orientation et de devenir un éditeur, tout en continuant à développer des jeux. Voulant continuer à utiliser la propriété intellectuelle de Wasteland, Fargo ne réussit cependant pas à négocier les droits avec Electronic Arts. Toujours désireux de faire quelque chose dans un environnement post-apocalyptique, Fargo et son équipe décident alors de créer un nouvel environnement et un nouveau jeu. Ils déterminent alors quels aspects de Wasteland ont été positifs puis écrivent et développent un nouveau jeu autour de ceux-ci. Le résultat est les deux premiers jeux Fallout et Fallout 2, sortis près de dix ans après Wasteland.

## Description
La série Fallout est une suite de jeux vidéo composée de jeux vidéo de rôle ou RPG (Fallout et Fallout 2), d'action-RPG (Fallout 3, Fallout: New Vegas et Fallout 4) et de MMORPG (Fallout 76) se déroulant dans un univers post-apocalyptique résultant d'une guerre nucléaire mondiale.
Le joueur doit survivre dans le monde du « Wasteland », à la faune et à la flore déroutantes, mutées par les radiations atomiques à cause de la guerre nucléaire. Il croise le fer avec des individus mutants et fait aussi face à des organismes cybernétiques, tout au long de diverses quêtes principales ou secondaires qui lui sont imposées ou proposées par d'autres survivants.
Les deux premiers opus de la franchise sont, à leurs sorties (en 1997 et 1998), disponibles seulement sur les plateformes PC et Mac. C'est avec la sortie de Brotherhood of Steel (2004) que la série arrive sur les consoles de jeu. Par la suite, Fallout 3 (2008) sort en même temps sur les différentes plateformes de jeu. En 2018, la série compte six jeux principaux et trois spin-off, ainsi que neuf extensions officielles.

## Liste

### Fallout
Fallout, sorti en 1997, est le premier jeu vidéo de la série. Il a été développé par Black Isle Studios.

Logo du premier Fallout.

La civilisation est tombée en ruines à cause de la guerre nucléaire mondiale déclenchée le 23 octobre 2077. Pour se protéger des explosions atomiques, certaines personnes ont trouvé refuge dans des abris anti-atomiques souterrains. 
Le joueur incarne l'« Habitant de l'Abri », un membre d'un de ces abris souterrains, l'Abri 13, se trouvant en Californie du sud. Il est sélectionné pour être le premier à affronter le monde extérieur car, le 5 décembre 2161, la puce électronique servant à filtrer l'eau contaminée de l'Abri 13 est tombée en panne ; le personnage doit trouver une puce de rechange avant que les réserves en eau de l'Abri 13 ne s'épuisent. La seule information de départ est l'existence d'un autre abri construit à l'est de l'Abri 13, l'Abri 15, qui peut-être aurait cette micropuce.

### Fallout2
Fallout 2, sorti en 1998, est le second épisode de la série. Il a été développé par Black Isle Studios.

Logo de Fallout 2.

Après avoir achevé sa quête au service de l'Abri 13 dans le premier Fallout, l'Habitant de l'abri est chassé de son foyer par son dirigeant, qui voit en lui un rival potentiel.
Exilé, il erre au nord dans le désert avant de fonder un petit village, Arroyo. Protégé par ses canyons du monde extérieur, le village vit pendant de longues années en paix.
80 ans plus tard, la canicule et la famine finissent par le mettre en péril. Une légende du village prétend alors que l'Abri 13, dont descendent les habitants d'Arroyo, possède en son sein un Jardin d'Eden en Kit (JEK). 
Le JEK est un concentré de technologie pure, contenant l'équipement essentiel pour rebâtir une nouvelle civilisation, que certains abris anti-atomiques ont reçu avant l'hiver nucléaire.
La doyenne d'Aroyo décide donc d'envoyer l'Être Élu, petit-fils de l'Habitant de l'Abri, retrouver le saint Abri 13 et surtout son JEK. L'Être Élu commence ainsi un périple qui l'amènera à traverser les terres dévastées par l'apocalypse nucléaire, et à découvrir ce qu'il reste du monde.

### Fallout3
Fallout 3, sorti en 2008, est le troisième épisode de la série. Il a été développé par Bethesda Softworks.

Logo de Fallout 3.

L'histoire se déroule en l’an 2277, soit 30 ans après les faits dépeints dans Fallout 2 et 200 ans après qu'une guerre nucléaire sino-américaine a dévasté le monde. 
Le théâtre du jeu se situe toujours aux États-Unis mais cette fois-ci sur la côte est, dans les alentours de Washington. Le personnage du joueur est un membre de l’Abri 101, un abri anti-atomique où vivent les habitants de l'ancienne capitale étant voué à ne jamais s'ouvrir.
Au début du jeu, son père disparaît dans de mystérieuses circonstances ; le superviseur de l’abri devient suspicieux quant aux motivations du personnage et ordonne sa mise à mort, le forçant à s’échapper dans la capitale dévastée à la recherche de son père.

### Fallout: New Vegas
Fallout: New Vegas, sorti en 2010, est le quatrième épisode de la série. Il a été développé par Obsidian Entertainment.

Logo de Fallout: New Vegas.

Le joueur incarne un individu appelé « Le Courrier », travaillant pour le Mojave express, une sorte de bureau de poste post-apocalyptique. Mais, un jour, un mystérieux étranger tire dans la tête du « Courrier », le laissant pour mort et vole le colis qu'il devait apporter à Mr. House, le dirigeant de New Vegas que personne n'a jamais vu. Sans le savoir, le Courrier va être pris au milieu d'un conflit opposant la Nouvelle République de Californie à une nouvelle puissance, la Légion de Caesar.

### Fallout4
Fallout 4, sorti en 2015, est le cinquième épisode de la série. Il a été développé par Bethesda Game Studios.

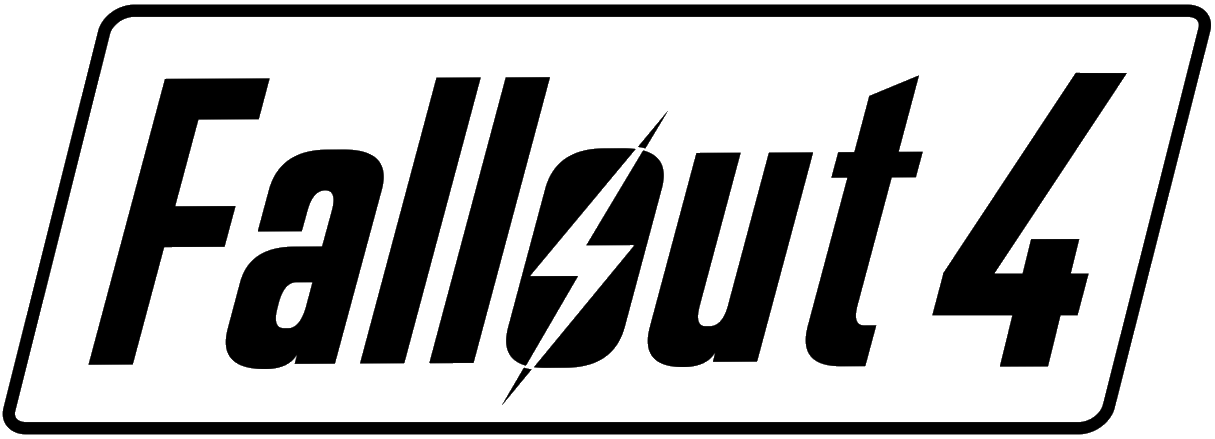
Logo de Fallout 4.

Le 23 octobre 2077, les premières bombes atomiques chinoises tombent sur Boston, obligeant le héros et sa famille à s'abriter dans l'Abri 111 où ils se font cryogéniser. 210 ans plus tard, le héros ressort seul survivant de l'abri, et doit maintenant explorer les terres dévastées de Boston à la recherche de son fils et du meurtrier de son conjoint. Il y découvre un environnement dévasté par les bombes, des communautés qui se sont reconstruites, des créatures nées des retombées radioactives et du banditisme omniprésent.

### Fallout76
Fallout 76, sorti le 14 novembre 2018, est le sixième épisode de la série et une préquelle des jeux précédents. Il a été développé par Bethesda Softworks.

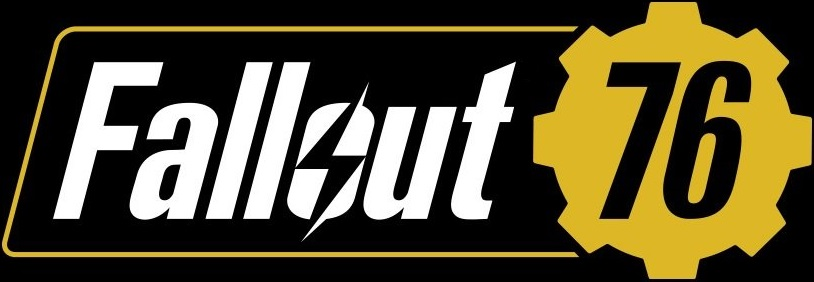
Logo de Fallout 76.

Le jeu se présente comme un jeu multijoueur de survie. Le joueur y incarne un habitant de l'Abri 76 qui, en 2102, sort de son abri afin de rebâtir le monde pour la population des autres abris, vingt-cinq ans après la guerre nucléaire.

## Jeux dérivés

### Fallout Tactics
Fallout Tactics, sorti en 2001 sur PC, est le premier spin-off de Fallout.

Logo de Fallout Tactics.

Bien que le jeu se déroule dans l'univers de Fallout, il ne suit pas les évènements de Fallout ni de Fallout 2, mais se situe chronologiquement entre ces deux épisodes. À cause des incohérences avec le scénario général de la série, les créateurs de Fallout et ceux de Fallout 3 considèrent que Fallout Tactics est à part de la série Fallout.

### Fallout: Brotherhood of Steel
Fallout: Brotherhood of Steel, sorti en 2004 sur PlayStation 2 et Xbox, est le second spin-off.

Logo de Fallout: Brotherhood of Steel.

Le joueur incarne un jeune initié de la Confrérie de l'Acier, à qui l'on confie la mission de retrouver une caravane disparue de Paladins de la Confrérie. Le joueur devra se rendre dans la petite ville de Carbon, puis à Los et enfin dans l'abri privé de Vault-Tec pour retrouver les Paladins disparus. L'initié devra par ailleurs déjouer les plans d'une division de l'armée des super mutants qui a pour but de s'emparer de l'antidote contre la stérilité des mutants (détenu dans l'abri privé de Vault-Tec), ce qui leur permettrait de se reproduire et d'étendre leur domination sur la Terre entière.

### Fallout Shelter
Fallout Shelter, sorti en 2015 sur iOS et Android, est le troisième spin-off de la série. Il sort ensuite en 2016 sur Windows, ainsi qu'en 2017 sur Xbox One. Le 10 juin 2018, Bethesda lance le jeu sur PlayStation 4 et Nintendo Switch.

Logo de Fallout Shelter.

Dans ce jeu de micro-gestion, le joueur incarne un bâtisseur, le superviseur d'un abri anti-atomique dans l’univers post-apocalyptique de la série. L'objectif du joueur est d'accueillir un maximum de personnes de l'extérieur voulant bien habiter dans son abri souterrain. Le jeu a deux aspects : la gestion globale de l'abri et la gestion individuelle, salle par salle, habitant par habitant.

## Histoire interne à la série

### Prémices
L'univers fictif de la série Fallout est une uchronie. Dans cet univers, l’histoire commence à diverger avec la notre après la fin de la Seconde Guerre mondiale en 1945. En 1947, après que les transistors commencent à être popularisés dans notre monde — mais beaucoup moins dans celui de Fallout — la divergence débute, mais n'est que dans les années 1960 que ces différences deviennent significatives.
Cela a bon nombre de conséquences : le gouvernement américain et son complexe militaro-industriel et de recherche, plutôt que de développer le confort et les loisirs pour sa population choisit d'étendre toutes sortes de techniques et de matériels destinés à la guerre, se fixant pour objectif d'y arriver avant l'URSS. 
De son côté, l'URSS ne s'est pas effondrée (en tout cas pas dans les années 1990 comme dans notre monde), mais se voit confrontée à de nombreuses tensions avec son voisin frontalier de la république populaire de Chine.
Le cadre socio-culturel de l'univers de Fallout ressemble à celui du monde des années 1950 et dure pendant plus de 100 ans, avec cependant la continuation du progrès technologique : dans cet « Âge d'or » alternatif (correspondant à l’atompunk), les technologies des tubes à vide et de la physique atomique sont les fondements du progrès scientifique, alors que la technologie des transistors n'est pas aussi scientifiquement importante dans ce monde par rapport au notre.
En conséquence, un étrange statu quo socio-technologique émerge dans cette réalité, dans laquelle des robots avancés, des voitures à propulsion nucléaire, des armes à énergie dirigée (laser, plasma, etc.) et d'autres technologies futuristes côtoient des ordinateurs et des téléviseurs qui ont conservé l’aspect et le style des années 1950.
Dans ce monde également, l'esthétique et la paranoïa de la guerre froide des années 1950 continuent de dominer le mode de vie américain jusqu'au XXIe siècle.

### Années 1960

Le drapeau des États-Unis de Fallout montré ici est inspiré du Cowpens flag, mais avec l'étoile centrale agrandie pour representer la nation tout entière.

En 1961, le capitaine Carl Bell de l'administration spatiale américaine (USSA), aux commandes de la fusée Defiance 7, devient le premier homme dans l'espace. Selon le musée de la technologie de Fallout 3, « cela a été constamment réfuté par l'Union soviétique et la Chine ».
En 1969, les États-Unis sont divisés en treize Commonwealths, chacun comprenant plusieurs des États américains existants, et changent de drapeau.
La même année, l'atterrisseur lunaire Valiant 11 atterrit et les capitaines Richard Wade, Mark Garris et Michael Hagen de l'USSA deviennent les premiers astronautes à marcher sur la surface de la Lune.

### 2020
L'USSA ordonne la création de la Delta IX, le modèle final de fusée lunaire habitée. Les fusées Delta IX seront par la suite réutilisées, leur équipage et leurs instruments étant remplacés par des ogives nucléaires.

### 2037
Les premiers robots domestiques Mister Handy sont mis à la disposition du public.

### Années 2050
Dans les années 2050, une crise énergétique causée par l'épuisement du pétrole émerge partout dans le monde. La dernière mission habitée vers la Lune a lieu l'année même où la pénurie mondiale de ressources commence. Les prix du pétrole au Moyen-Orient augmentant considérablement, le Commonwealth européen réagit en déclarant la guerre au Commonwealth du Moyen-Orient. Cette situation dégénère en un conflit mondial, appelé « guerre des ressources », à partir d'avril 2052.
Cette série d'événements conduira à la dissolution des Nations Unies et l'invasion américaine du Mexique. De son côté, l'URSS, par manque de ressources, perd la guerre froide et voit sa société s'effondrer.
Alors que la situation mondiale empire, le gouvernement américain devient de plus en plus chauvin et autoritaire, allant jusqu'à envoyer des dissidents dans des camps de rééducation et d'expérimentation.
En 2052, la guerre entre l'Europe et le Moyen-Orient incite les États-Unis à lancer le projet « Safehouse », qui conduira à la création des vaults.

Logo de Vault-Tec Industries.

La guerre sino-américaine étant aussi sur le point d'éclater, c'est durant cette période qu'une entreprise capitale de l'univers de Fallout voit le jour : la compagnie « Vault-Tec ». Cette importante société d’ingénierie se lance dans le commerce d'abris antiatomiques et d'autres solutions pour la protection de l'humanité. Financée par le gouvernement américain (qui anticipe l'arrivée d'un conflit atomique avec la Chine), Vault-Tec devient une entreprise internationale et construit partout aux États-Unis des abris antiatomiques (des « vaults » en VO) destinés à préserver l’élite de la société. Cependant, sur les deux cent et quelques abris construits par Vault-Tec en Amérique, seuls une vingtaine seront opérationnels au bout de 3 ans.
Le gouvernement américain entame alors une expérimentation qui causera en définitive la perte de sa société future : les abris expérimentaux. Au moins 180 des abris construits par Vault-Tec aux États-Unis sont ouverts aux plus offrants. Les abris en question sont tous dirigés par un superviseur dans le but de maintenir une politique (ressemblant plus à du bourrage de crâne) visant à convaincre les habitants qu'il est préférable de naître, vivre et mourir au sein d'un l'abri plutôt que de vouloir en sortir.
En réalité, les superviseurs de ces abris collectent des informations dans un but médical, afin de voir si l’« élite » de la société est capable de vivre dans un monde clos (celui des abris), sociologiquement fragile et à l'environnement instable. Ainsi, un de ces abris expérimentaux est conçu pour ne compter qu'un homme pour cent femmes ; un autre, le contraire ; un autre n'est occupé que par un humain et une marionnette ; un autre est perméable aux radiations extérieures ; un autre encore est conçu de manière que sa puce électronique de recyclage de l'eau ne soit plus fonctionnelle au bout de 90 ans, etc.
En 2059, les États-Unis renforcent leur présence militaire en Alaska et établissent la ligne de front d'Anchorage, provoquant des tensions avec le Canada.

### Années 2060
En 2060, la guerre entre l'Europe et le Moyen-Orient prend fin dès que les gisements pétroliers du Moyen-Orient sont épuisés. De nombreux pays, dont les États-Unis, consacrent davantage d'efforts à la recherche sur l'énergie nucléaire. Le Commonwealth européen se dissout.
En 2065, le réacteur nucléaire de New York est sur le point de fondre. La construction de l'Abri 76 commence.
En 2066, une crise énergétique en Chine contribue à accroître l'agressivité chinoise envers les États-Unis, qui refusent de leur exporter du pétrole.
En juin 2066, la Chine envahit le territoire de l'Alaska. L'invasion se terminera après dix ans de guerre entre la Chine et les États-Unis, quand les derniers soldats chinois seront repoussés à la suite de la bataille d'Anchorage, en janvier 2077. Cette guerre est couplée avec l’émergence d'une maladie connue comme la « Nouvelle peste », une pandémie créée à dessein par la Chine et qui dévaste le continent américain.

### Années 2070
En 2070, la Chryslus Motors Corporation lance ses premières voitures propulsées par un réacteur à fusion.
En 2072, les États-Unis commencent à annexer le Canada.
En 2074, des troupes américaines sont déployées en Chine. Le président des États-Unis quitte les négociations commerciales avec la Chine, en déclarant que le pétrole américain ne sera ni vendu ni commercialisé.
En 2076, les États-Unis achèvent l'annexion du Canada et déploient en Chine des soldats équipés de l'armure blindée assistée T-51b (rendue possible par l'utilisation de cellules d'énergie fonctionnant par fusion nucléaire). Le 4 juillet, l'Abri 76 est ouvert pour célébrer le tricentenaire des États-Unis.

Logo de la Nuka-Cola-Corporation.

Finalement, le 23 octobre 2077, la « Grande guerre » atomique éclate : pendant près de deux heures, la moitié du globe terrestre est dévasté par un déluge de bombes atomiques d'origine inconnue (il s'avérera ensuite que l'auteur initial de l'attaque était la Chine). C'est également ce jour-là que la boisson pétillante Nuka-Cola Quantum est lancée sur le marché américain.
La majeure partie de la population des abris survit ; le reste de la population américaine (et du monde) est majoritairement tuée, soit transformée en partie en goules (des humains restés à l'extérieur qui ont muté à cause des radiations). D'autres parviennent à survivre dans des égouts, le métro, des tunnels, des bunkers militaires (comme celui de la future Confrérie de l'Acier) ou des abris personnels.
Dans le même temps, le FEV (le « Forced Evolutionary Virus » ; « Virus à évolution forcée » en VF), un virus mutant créé par les scientifiques américains pour contrer la peste chinoise, s'est répandu à travers toute l'Amérique en se modifiant à cause des retombées radioactives de la guerre atomique, transformant lourdement en retour les animaux et certains des survivants humains, ces derniers devenant des super mutants.
Dans les années qui suivent la Grande guerre, les États-Unis évoluent vers un environnement post-apocalyptique communément appelé le « Wasteland » (litt., le « Terrain vague » en français). La Grande guerre et l'Armageddon nucléaire qui a suivi ont gravement dépeuplé le pays, laissant de vastes étendues de propriétés en décomposition, faute d'habitants. De plus, pratiquement toute la nourriture et l'eau sont irradiées et la plupart des formes de vie ont muté en raison des radiations élevées, combinées à des agents mutagènes d'origines diverses.
Malgré la dévastation à grande échelle, certaines zones ont eu la chance de survivre à l'apocalypse nucléaire relativement indemnes, possédant même de l'eau, de la flore et de la faune non irradiées. Cependant, ces zones sont extrêmement rares. Avec une grande partie des infrastructures du pays en ruine, les produits de première nécessité sont rares. Le troc est la méthode d'échange courante, les capsules de bouteilles fournissant une forme de monnaie plus conventionnelle. La plupart des villes et villages sont vides, ayant été pillés ou désertés au profit de petites communautés de fortune dispersées autour du Wasteland.
La « civilisation du futur » rêvée par les États-Unis est alors dominée par la violence, la haine et la barbarie, ainsi que la régression technologique.
Le reste de la Terre (Afrique, Asie, Océanie) et du continent américain (Canada et Amérique du Sud) ne sont pas présentés dans la saga Fallout (à l'exception du Canada, pour un événement spécial dans le premier Fallout). L'Europe, en guerre contre le Moyen-Orient pour les derniers gisements de pétrole, n'est mentionnée que très rarement et personne ne sait ce qu'il en est advenu, tout comme la Russie.

### 2080
Les survivants de la Grande guerre encore vivants à la surface de la Terre commencent à remarquer que des mutations se propagent, à la fois parmi eux et chez les animaux.

### 2102
Date de début de Fallout 76.

### 2161
Date de début du Fallout original.

### 2165
« L'habitant de l'abri », le héros banni de l'Abri 13 à la fin de Fallout, s'installe dans le Wasteland. Il fonde le village tribal d'Arroyo, composé d'autres exilés de l'Abri 13 et de membres de tribus locales vivant à la surface.

### 2189

Drapeau de la New California Republic dans le jeu, qui s’inspire de celui de la Californie.

Les colonies de Shady Sands, Los Angeles, Maxson, the Hub et Dayglow votent pour se regrouper en une fédération, appelée la « Nouvelle République de Californie » (New Republic of California, NCR).

### 2241
Date de début de Fallout 2.

### 2258
Date de début de Fallout 3, ou du moins de la création de son personnage.

### 2270
200 ans après la Grande guerre, seuls les abris contenant l'« élite » et leur descendance survivent sans changement ; les rares survivants en dehors des abris ont tous muté (plus ou moins gravement), ainsi que les animaux.

### 2281
Date de début de Fallout: New Vegas.

### 2287
Date de début de Fallout 4.

## Adaptation à la télévision
En 2022, une série télévisée intitulée Fallout, fondée sur la franchise des jeux vidéo Fallout est annoncée, avec comme créateurs Lisa Joy et Jonathan Nolan. La série est diffusée sur Amazon Prime Video à partir du 10 avril 2024.
La série se déroule 200 ans après une guerre nucléaire déclenchée en 2077 dans un monde uchronique. Pour se protéger des explosions atomiques, certaines personnes ont trouvé refuge dans des abris anti-atomiques souterrains. Le personnage de Lucy McLean (Ella Purnell) est une habitante d'un de ces abris souterrains, l'Abri 33, qui est attaqué par une horde sauvage venant de l'extérieur. Son père (incarné par Kyle MacLachlan) est enlevé par la cheffe de la horde, Lee Moldaver (Sarita Choudhury). Lucy quitte alors l'abri 33 pour un Los Angeles dévasté à la recherche de son père. Sur son chemin, elle rencontre de nombreuses personnes disposées ou non à l'aider, comme Maximus (Aaron Moten), un écuyer rebelle de la « Confrérie de l'acier », le Dr Siggi Wilzig (Michael Emerson), un scientifique échappé de l'« Enclave » et Cooper Howard (Walton Goggins), une goule chasseuse de primes.